# 孔多馬里村屠殺
孔多馬里村屠殺（希臘語：Σφαγή στο Κοντομαρί）在二戰期間，在1941年6月2日時由納粹德國空降獵兵組成的臨時行刑隊大規模槍斃希臘克里特島孔多馬里村男性平民的屠殺。這場屠殺是納粹在克里特島一連串報復行動的第一部分，由大將庫爾特·斯圖登特下令，其目的是報復克里特島村民對克里特島戰役的參與，該場戰役在屠殺前兩天以克里特島投降收尾。納粹德國戰爭宣傳記者弗朗茨－彼得·威克斯勒拍攝了這場屠殺的許多場面，而這些照片的負片在39年後由一名希臘記者在聯邦德國檔案中發現。

## 背景

### 地理
孔多馬里村是在行政上是普拉塔尼亚斯的一部分，這座村莊位於克里特島北岸哈尼亞市以西18（11英里）處及馬萊邁機場以西3（1.9英里）處。

### 克里特島戰役
克里特島戰役於1941年5月20日以旨在佔領島上戰略要點的大規模空降開始，就如實務上所顯示的，島上其中一個最重要的據點是馬萊邁機場及其周遭地區，對這機場的占領使得納粹德國空軍得以大規模地支援次部隊與補給，而這最終決定了戰爭的結局。
1941年5月20日早晨，納粹第1空降突擊旅第三營降落於馬萊邁東南，其空降範圍涵蓋了包括孔多馬里村在內的普拉塔尼亚斯地區。這些空降部隊與新西蘭第21及22營的部隊以及缺乏武裝、僅攜帶原始武器的當地平民發生衝突。空降部隊受到了激烈的抵抗與慘烈的損失，600人當中有將近400人戰死，且戰死者包括了指揮官奧圖·舍貝爾（Otto Scherber）少校。旅指揮官歐根·曼道爾將軍在降落的過程中在普拉塔尼亚斯橋附近被擊中胸口但活了下來，之後赫曼-柏恩哈特·雷姆克上校接替了他的職位。

### 斯圖登特的報復行動
在整個克里特島戰役中，盟軍部隊與克里特島非正規部隊對納粹德軍造成了大量的損失。而這來自當地民眾、前所未有的抵抗，使得傳統上認為只有專業軍人才參與戰鬥的傳統普魯士觀點受到挑戰。根據第5山地獵兵指揮官尤利烏斯·林格爾將軍的報告，克里特島平民狙殺或以刀、斧頭及鐮刀等砍殺空降獵兵的單兵，即使在戰役結束前，誇大的流言就已開始流傳，這些誇大的流言將空降獵兵的高傷亡率歸咎於克里特島人的虐待與殘殺。當這些故事進到納粹國防軍空軍總司令部時，戈林下令臨時指揮官庫爾特·斯圖登特將軍負責訊問與報復的任務。為了消弭抵抗，因此斯圖登特在克里特島於5月31日投降後，就馬上下令發起一波對島民的報復行動。這報復行動展開迅速、由受到島民攻擊的同一支部隊展開，並跳過了一切審判或程序。

## 屠殺
在斯圖登特的命令下，孔多馬里村村民被認為要為屍體在村莊四周發現的數名納粹德軍士兵的死負責。在1941年6月2日，四輛裝滿由霍斯特·崔比斯（Horst Trebes）中尉指揮的納粹第1空降突擊旅第三營的空降獵兵的卡車包圍了孔多馬里村，作為希特勒青年團前成員的崔比斯，是該營未受傷的軍官中階級最高的。該村的村民，不論男性、女性或兒童，都被強迫到村莊廣場集合，之後男性村民中一群人被選出作人質，而女人跟小孩則被放回，之後這些人質被帶往四周的橄欖林中並被射殺。受難者人數不明，根據德國的紀錄，有23名男村民被殺，但其他一些紀錄認為有大約60人被殺。這整起行動為納粹國防軍隨軍戰爭宣傳記者弗朗茨－彼得·威克斯勒的底片所記錄下來。

### 照片

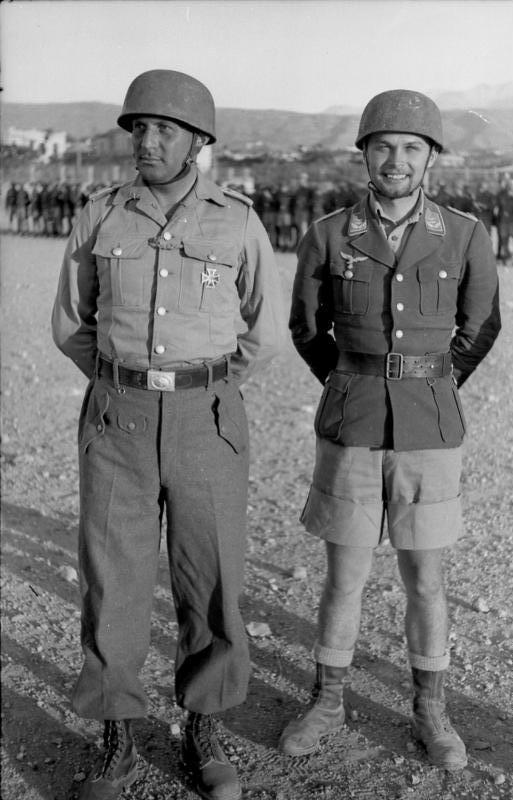
照片中左方人物為華爾特‧葛利科（Walther Gericke）；右方人物為霍斯特·崔比斯（Horst Trebes）
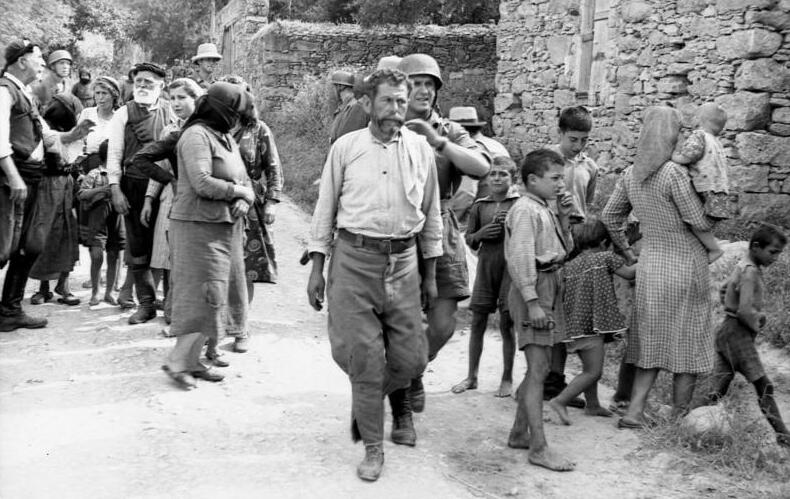
將被處決者與其他村民區別開
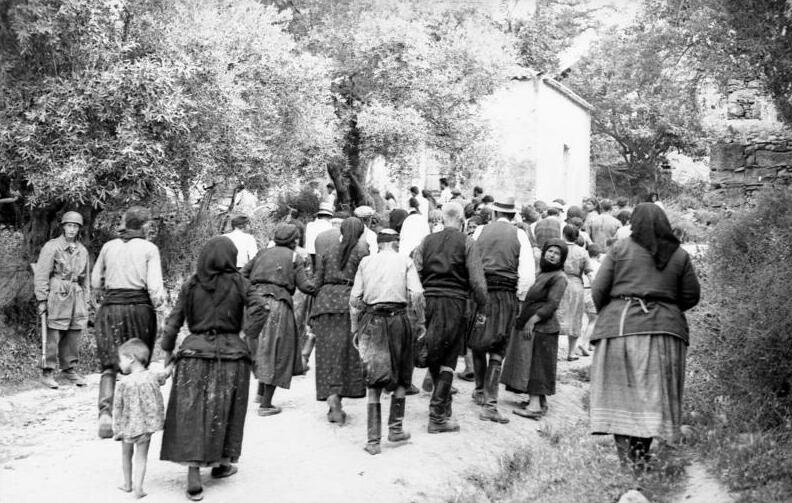
被帶往他處的婦孺
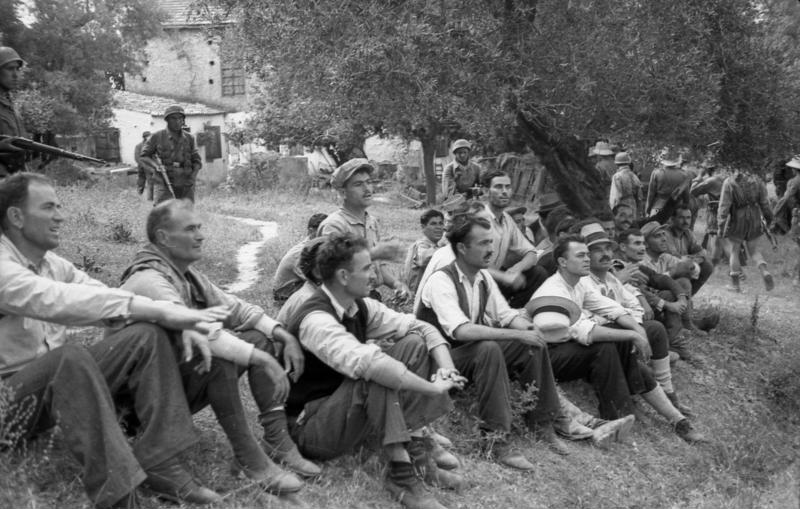
作為人質的孔多馬里村村民
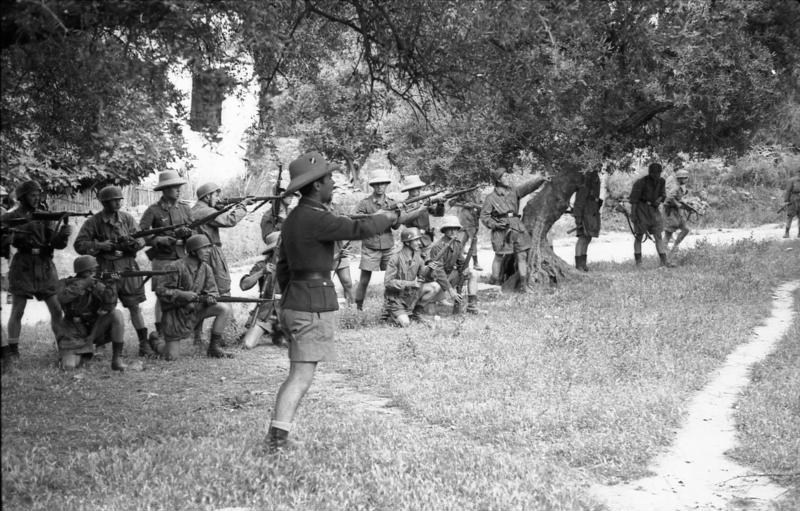
空降獵兵士兵準備開槍，在前方者為霍斯特·崔比斯
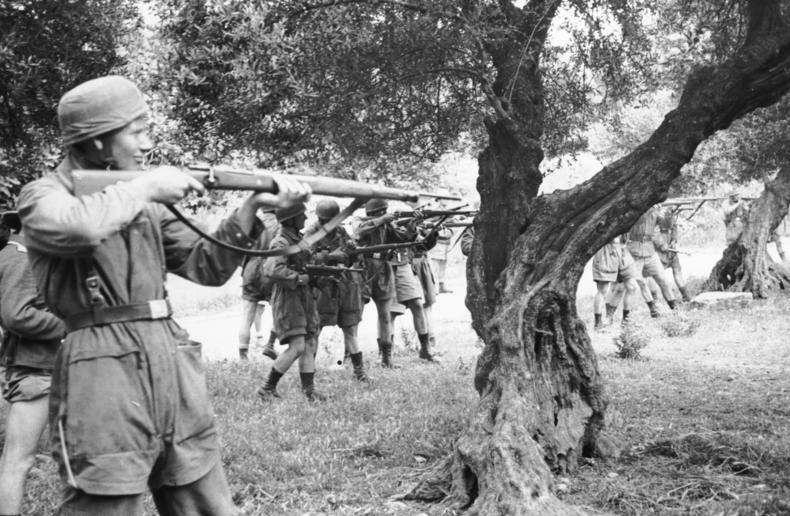
開槍士兵的近照
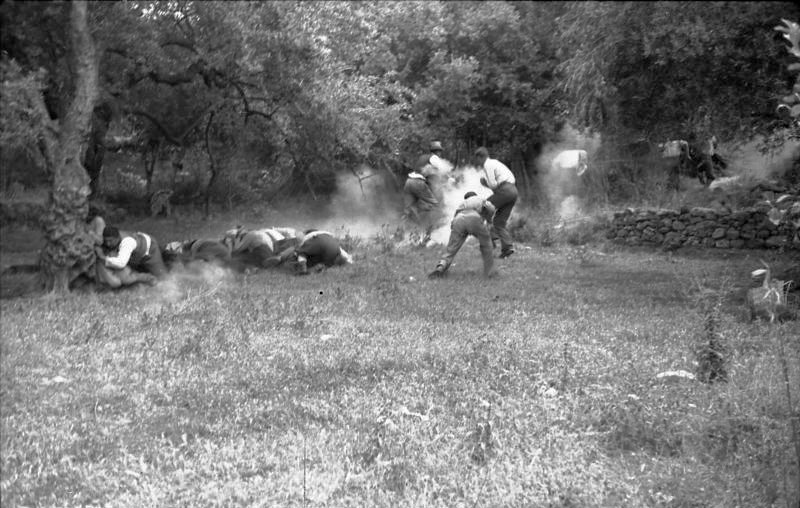
孔多馬里村平民遭空降獵兵士兵射殺
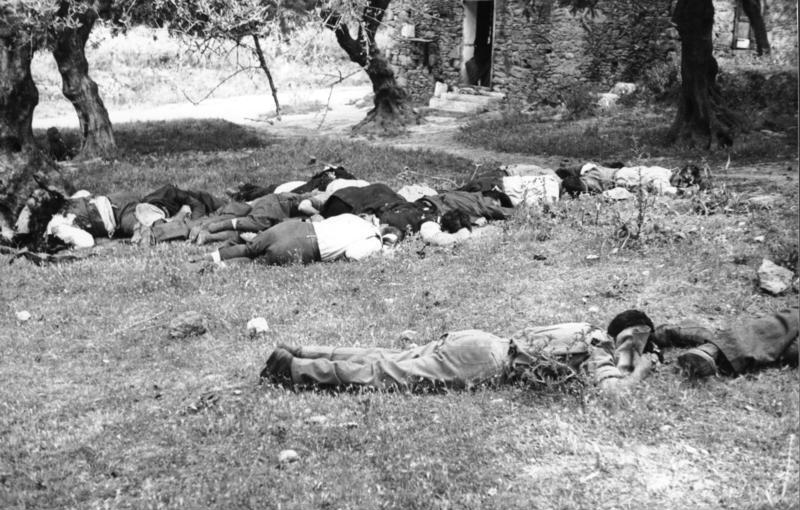
孔多馬里村村民的遺體
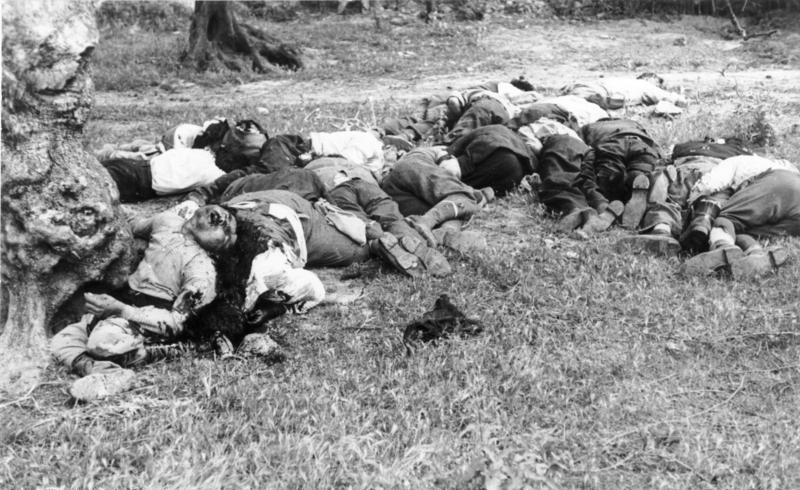
孔多馬里村村民遺體近照

## 後續
在孔多馬里村屠殺後次日，納粹第1空降突擊旅摧毀了坎達諾斯村並屠戮了當地多數的村民。
1941年夏天後，弗朗茨－彼得·威克斯勒因政治因素被解除國防軍職位，之後他因洩漏包括孔多馬里村照片在內、與空降獵兵在克里特島行動相關的未審查資料，以及協助部分克里特島平民逃亡之故，而被控背叛納粹德國。威克斯勒隨後被蓋世太保逮捕、送交軍法審判，並自1944年初起被監禁。在二戰結束後的1945年11月，在紐倫堡審判對戈林的審理中，威克斯勒給出了孔多馬里村屠殺的親眼見證報告。根據希臘電視頻道NET的紀錄片，威克斯勒後來在1955年重回孔多馬里村，並受到當地村民傳統待客禮的款待。在了解當地村民對他無敵意後，威克斯勒告訴當地人說他在屠殺當日必須服從命令；然而，盡管表面上看起來平靜，當地村民其實很緊張，且在某個時點，一名屠殺生還者站起，並告訴其他人說既然待客的正式要求已經達到，他們就應該離開，因此村民馬上離開，獨留這名攝影記者在現場。
威克斯勒在孔多馬里村拍的照片的負片在1980年由一名名叫瓦索斯·馬修普羅斯（Vassos Mathiopoulos）的希臘記者在聯邦德國檔案中發現，這名記者在當時並不知道屠殺的真實地點，之後這些照片與孔多馬里村事件的連結，由記者柯斯大斯·巴巴貝多祿（Kostas Papapetrou）在經過廣泛的研究後確立，在那之後威克斯勒拍的照片變得廣為人知。
另一方面，在1941年七月，霍斯特·崔比斯因其在入侵克里特島的指揮而獲頒騎士鐵十字勳章，三年後，也就是1944年，他在諾曼地戰死。
德國投降後，庫爾特·斯圖登特為英國所擒，之後於1947年5月，他在軍事法庭中被要求回答跟他的部隊在克里特島虐待與殺害戰俘與平民相關的問題；而希臘方面要求引渡斯圖登特的請求遭到拒絕，之後斯圖登特在八項對他的指控中，有三項獲判有罪，他因此被判處五年有期徒刑；但之後他在1948年因醫療理由而獲釋，之後對平民暴行相關的指控中，斯圖登特因紐西蘭第4步兵旅旅長林赛·梅里特·英格里斯的見證之故而獲判無罪。在那之後，斯圖登特活到1978年。
孔多馬里村在第29號總統令「ΦΕΚ Α 54/2.4.2019」中獲頒「烈士村」的名號，村中並豎起了一個紀念碑記載已知受難者的姓名，及一面上貼有事件過程的壁磚的牆壁。

## 外部連結
- Franz-Peter Weixler's testimony on the events in Kondomari
- The invasion of Crete: The Reputation of the Wehrmacht is at Stake （页面存档备份，存于）
- Kondomari massacre （页面存档备份，存于）
- 克里特島德據時代：孔多馬里村 （页面存档备份，存于）（原文為德語點此處見翻譯 （页面存档备份，存于））